# Estádio Nossa Senhora do Ó
O Estádio Municipal de Nossa Senhora do Ó é um estádio de futebol localizado na cidade de Ipojuca, no estado de Pernambuco, pertence à Prefeitura Municipal e tem capacidade para 5.000 pessoas.